# Manuel Roero
Manuel Roero, nome d'arte di Manuel Balzarini (Buenos Aires, 1º maggio 1914 – ...), è stato un attore argentino.

## Biografia
Di origine italiane (per via del padre), esordisce nel cinema nel 1934, ma è solo dal 1941 con il film L'attore scomparso di Luigi Zampa, che la sua carriera inizia ad avere una certa continuità.
Nel 1946 interpreta Franco, uno dei protagonisti di Felicità perduta di Filippo Walter Ratti.
Abbandona il cinema nel 1954.

## Filmografia parziale
- L'attore scomparso, regia di Luigi Zampa (1941)
- La prigione, regia di Ferruccio Cerio (1944)
- Il sole di Montecassino, regia di Giuseppe Maria Scotese (1945)
- L'abito nero da sposa, regia di Luigi Zampa (1945)
- Felicità perduta, regia di Filippo Walter Ratti (1946)
- Eleonora Duse, regia di Filippo Walter Ratti (1947)
- Femmina incatenata, regia di Giuseppe Di Martino (1949)
- Antonio di Padova, regia di Pietro Francisci (1951)
- Cadavere a spasso, regia di Marco Masi (1965)